# 略万
略万（法語發音：[ljøvɛ̃]）是位于法国厄尔省西部的一个传统地区，经济以农业为主，由典型的诺曼底博卡日（Bocage normand）组成。略万地区北至塞纳河口，东临里勒河谷，南接沙朗托訥河谷，西至欧日地区。 

## 地名
略万（Lieuvin）的名字来自曾居住于此的莱克索维人（Lexovii），为高卢人的一支。 
今天某些市镇名称中含有“略万”，如略万地区厄德勒维尔、略万地区埃普勒维尔等。 

## 美食
- 普莱西奶酪块（Pavé du Plessis）：由格兰多热（Graindorge）乳业所拥有的普莱西奶酪厂（Fromagerie du Plessis）生产的生牛奶奶酪。
- 圣让德拉莱克赖的布瓦·卢韦农场（Ferme du Bois Louvet）的冰淇淋。

## 活动
- 略雷的鲱鱼集市
- 略万地区厄德勒维尔的联合收割机比赛
- 贝尔奈的拖拉机拖拽比赛